# Antieuropeismo
Antieuropeismo è il termine utilizzato per indicare l'ostilità, l'opposizione e/o la discriminazione nei diretti confronti dei governi, cultura e persone europee.
Talvolta si parla anche di antioccidentalismo, ostilità estesa l'intero mondo occidentale e perseverante in Medio Oriente, al pari dell'antiamericanismo, per via delle politiche estere a supporto di Israele.
È spesso erroneamente confuso con l'euroscetticismo, che tuttavia è molto differente in quanto quest'ultimo è un sentimento, diffuso in Europa e negli Stati Uniti d'America, di opposizione e rifiuto al concetto di Europa-nazione ed europeizzazione contestualmente a una diffidenza e scetticismo nei confronti dell'Unione europea e dei processi politici di integrazione europea.
Alcuni aspetti dell'antieuropeismo sono visibili negli Stati Uniti d'America ed altre ex-colonie in territori extraeuropei, dove un'immagine negativa dell'Europa è alimentata dai suoi trascorsi storici colonialisti e imperialisti.
In occasione della seconda guerra del golfo, dove alcuni governi europei hanno osteggiato un loro coinvolgimento militare, sono state mosse molte critiche antieuropeiste dai principali editorialisti statunitensi, contemporaneamente al timore di una destabilizzazione interna nell'UE.

## Nel mondo

### Africa
Negli anni '50 e '60, in pieno svolgimento e maturità del cosiddetto nazionalismo africano, gli intellettuali di questa corrente hanno basato molta dell'intera propaganda manifestando odio verso l'intera Europa, alla luce del fatto che interi territori sottomessi alle volontà di paesi europei siano stati e sono ancor'ora dopo l'indipendenza poveri e in condizioni sociali e politiche instabili.

### Americhe

#### America latina
Nell'America del Sud esiste un forte sentimento antieuropeo, favorito e - da molti - giustificato per via del passato sanguinoso portato dal colonialismo europeo, soprattutto Spagna e Portogallo che, distruggendo le culture native hanno stravolto l'ordine prestabilito portando malattie, guerre civili e schiavitù.

#### Stati Uniti d'America
Molti studiosi statunitensi hanno analizzato il fenomeno, giungendo più volte a dichiarare che gli USA stessi si antepongono all'Europa come anti-, in quanto la loro nascita scaturisce da un odio verso il colonialismo britannico.
Cercando di mettere sullo stesso piano antieuropeismo ed antiamericanismo, molti critici sostengono che il primo non ha una simmetria ideologica come l'odio verso l'America, perché se l'odio verso l'Europa è stato costante negli anni, questo riservato agli Stati Uniti aumenta o regredisce a seconda delle situazioni, interne o estere che siano.
Altri osservatori del fenomeno si sono prettamente dichiarati antieuropeisti semplicemente basandosi su dati relativi dal secolo scorso a quello presente, in cui gli Stati Uniti si sono posti come potenza mondiale pur essendosi formati dopo molti paesi europei, riuscendo a ridurre la disoccupazione in modo più efficace rispetto agli stati sviluppati dell'UE, con lavoratori più attivi e ore di turno maggiore.